# Campionato IMSA WeatherTech SportsCar
Il Campionato IMSA WeatherTech SportsCar è una serie di corse con auto Prototipi e Gran Turismo con sede negli Stati Uniti e in Canada, organizzata dall'International Motor Sports Association (IMSA). La serie è nata nel 2014 grazie alla fusione di altre due serie, la American Le Mans Series e la Rolex Sports Car Series. Dal 2014 al 2015 il nome ufficiale della serie era United SportsCar e il marchio Rolex era title sponsor, nel 2016 il campionato ha preso la nominazione attuale e WeatherTech è diventato title sponsor della serie.
Ogni stagione del campionato inizia a fine gennaio con la sua gara principale, la 24 Ore di Daytona e finisce con la Petit Le Mans all'inizio ottobre.

## Circuiti
| Circuito                       | Luogo                      | # | Anno/i                   |
| ------------------------------ | -------------------------- | - | ------------------------ |
| Daytona International Speedway | Daytona Beach, Florida     | 9 | 2014–presente            |
| Circuito di Sebring            | Sebring, Florida           | 9 | 2014–presente            |
| Circuito di Laguna Seca        | Monterey, California       | 9 | 2014–presente            |
| Michelin Raceway Road Atlanta  | Braselton, Georgia         | 9 | 2014–presente            |
| Road America                   | Elkhart Lake, Wisconsin    | 9 | 2014–presente            |
| Virginia International Raceway | Alton, Virginia            | 9 | 2014–presente            |
| Circuito di Long Beach         | Long Beach, California     | 8 | 2014–2019, 2021-presente |
| The Raceway on Belle Isle      | Detroit, Michigan          | 8 | 2014–2019, 2021-presente |
| Watkins Glen International     | Watkins Glen, New York     | 8 | 2014–2019, 2021-presente |
| Canadian Tire Motorsport Park  | Bowmansville, Ontario      | 7 | 2014–2019, 2022          |
| Lime Rock Park                 | Lakeville ,Connecticut     | 7 | 2015–2019, 2021-presente |
| Mid-Ohio Sports Car Course     | Lexington, Ohio            | 5 | 2018–presente            |
| Circuito delle Americhe        | Austin, Texas              | 4 | 2014–2017                |
| Charlotte Motor Speedway       | Concord, Carolina del Nord | 1 | 2020                     |
| Indianapolis Motor Speedway    | Speedway, Indiana          | 1 | 2014                     |
| Kansas Speedway                | Kansas City (Kansas)       | 1 | 2014                     |

## Classi
Ci sono quattro classi nella serie IMSA SportsCar Championship, due che riguardano i prototipi e le altre due classe per le vetture Gran turismo:

### Prototipi

#### IMSA Grand Touring Prototype (GTP)
Alla fine della stagione 2022, IMSA ritira la classe Daytona Prototype International (DPi), classe principale del campionato per sei stagioni dal 2017 al 2022. Il nome scelto è un chiaro omaggio alla classe GTP del Campionato IMSA GT vigente dal 1981 al 1987. La nuova classe di punta del campionato è composta da due regolamenti tecnici gemelli: Le Mans Daytona Hybrid (LMDH) e Le Mans Hypercar (LMH). Mentre nella prima consente di utilizzare un telaio che si basano sulle vetture LMP2 (quattro scelte disponibili: Dallara, Ligier, Multimatic e Oreca), la seconda invece (LMH) la costruzione del telaio è di competenza del costruttore.

#### Le Mans Prototype 2 (LMP2)
Nuova classe introdotta nel 2019. 4 produttori sono stati autorizzati della Automobile Club de l'Ouest (ACO) secondo i regolamenti FIA : Riley-Multimatic, Ligier, Oreca e Dallara.

### Gran Turismo

#### GT Daytona Pro (GTD Pro)
Classe che utilizza le specifiche FIA GT3 che hanno sostituito la classe GTLM. Non ci sono restrizioni per quanto riguarda il grado dei piloti

#### GT Daytona Pro-AM (GTD)
Classe che utilizza le stesse specifiche di GTD Pro ma l'equipaggio deve avere almeno un pilota argento o bronzo oltre a un pilota platino.

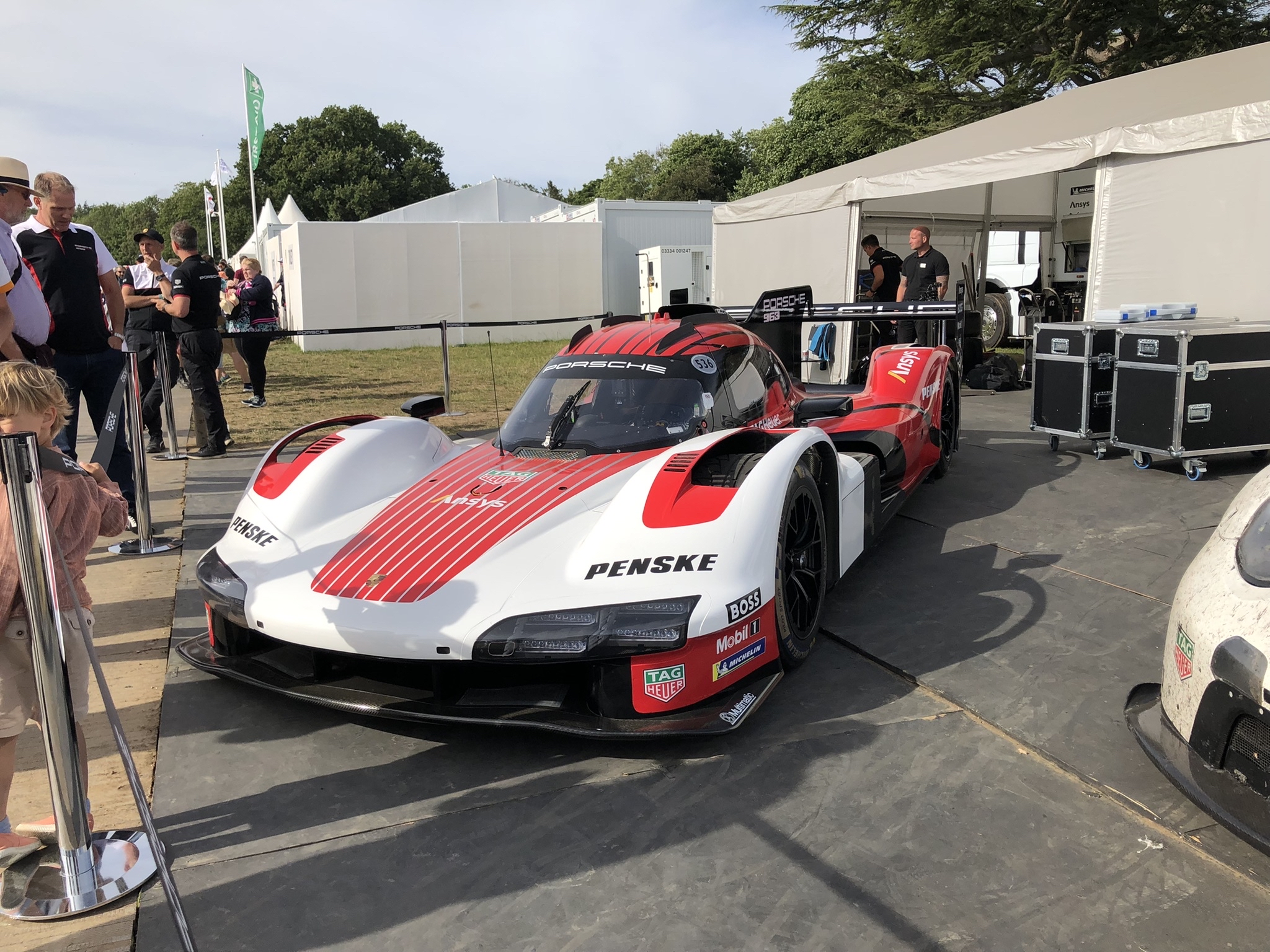
La Porsche 963 durante la sua presentazione al Festival di Goodwood 2022
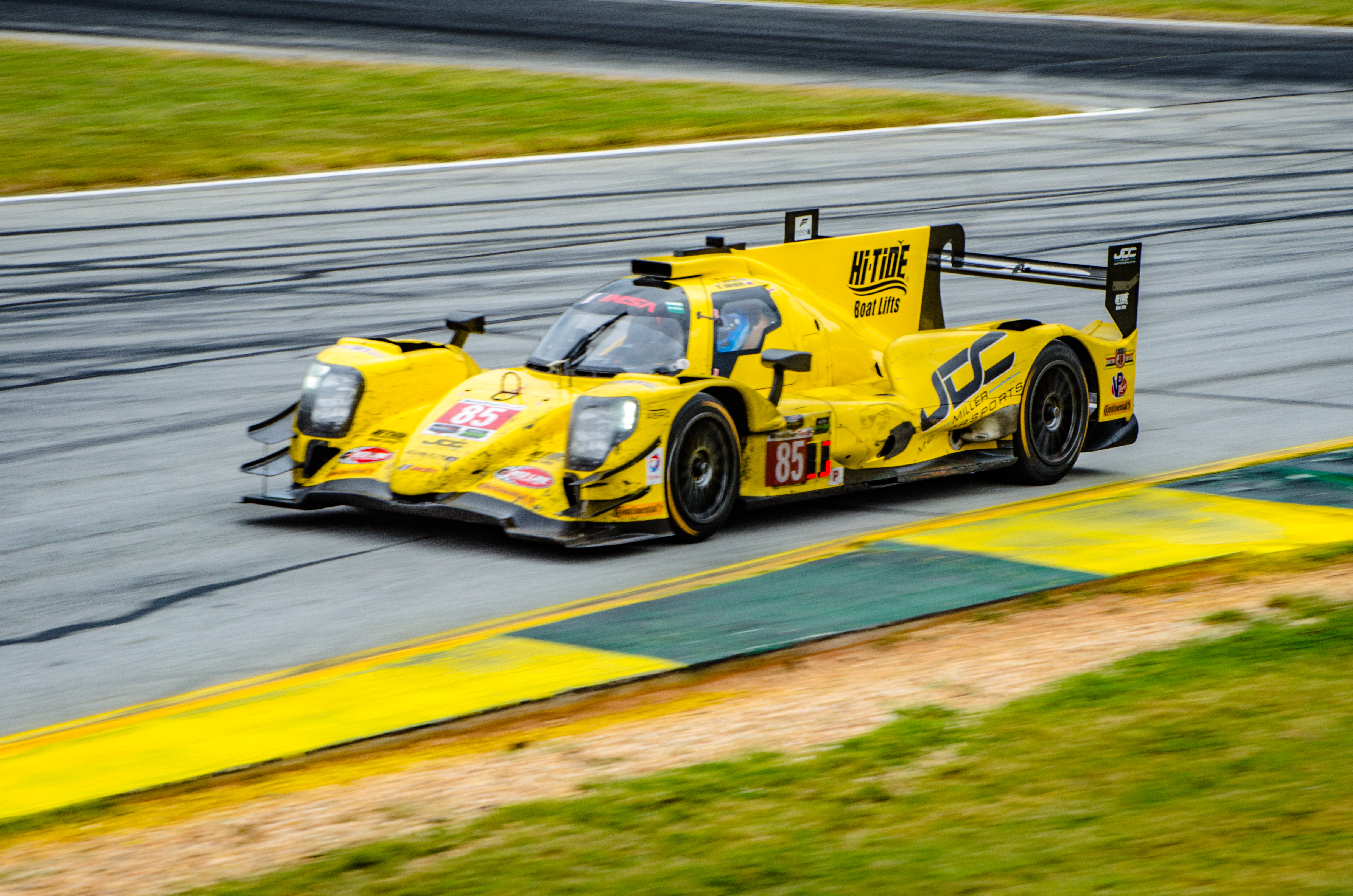
Un Oreca 07, vettura che segue i regolamenti LMP2
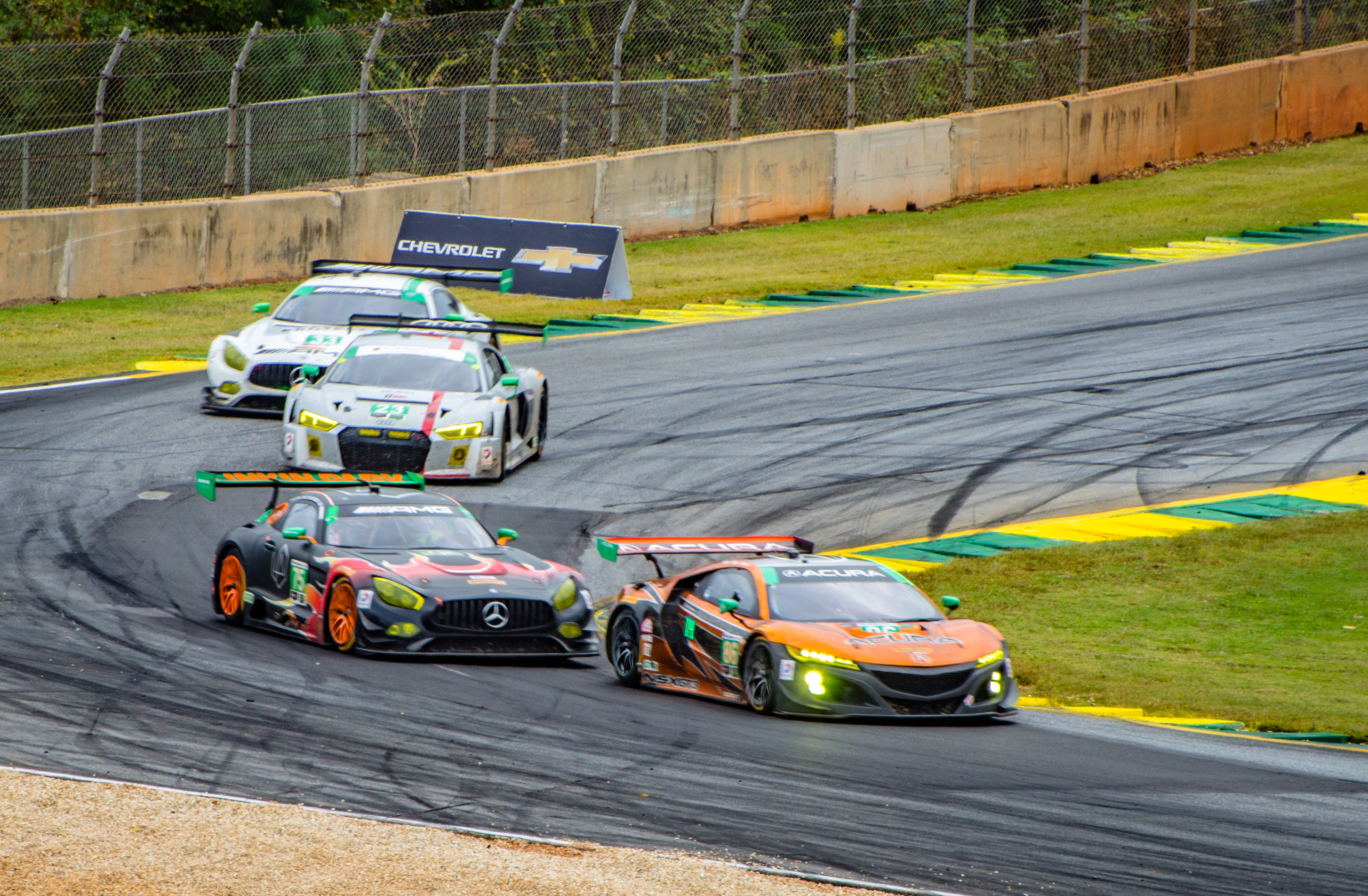
Auto della classe GTD alla Petit Le Mans

### Classi precedenti
- Prototipo (P): l'ex classe di punta del campionato in vigore dal 2014 al 2018 per poi essere sostituita dalla Daytona Prototype International. Queste vetture seguono i regolanti Daytona Prototype.

- GT Le Mans (GTLM): continuazione della classe ALMS GT, consisteva in auto che corrispondevano alle specifiche GTE dell'ACO, queste auto hanno corso dal 2014 al 2021.

- Daytona Prototype International (DPi): la classe di punta del campionato, con vetture costruite secondo i regolamenti IMSA Daytona Prototype International, che si basano su vetture LMP2. La classe è stata introdotta nel 2019 sostituendo la Daytona Prototype. Dal 2023 è stata sostituita dalla Classe GTP[3]

- Le Mans Prototype 3 (LMP3): Introdotta nella stagione 2021 e abolita nel 2024, questa classe di prototipi presenta auto costruite secondo le specifiche del set di regole LMP3 con diverse case produtrici come Ligier, ADESS, Ginetta & Duqueine Engineering.

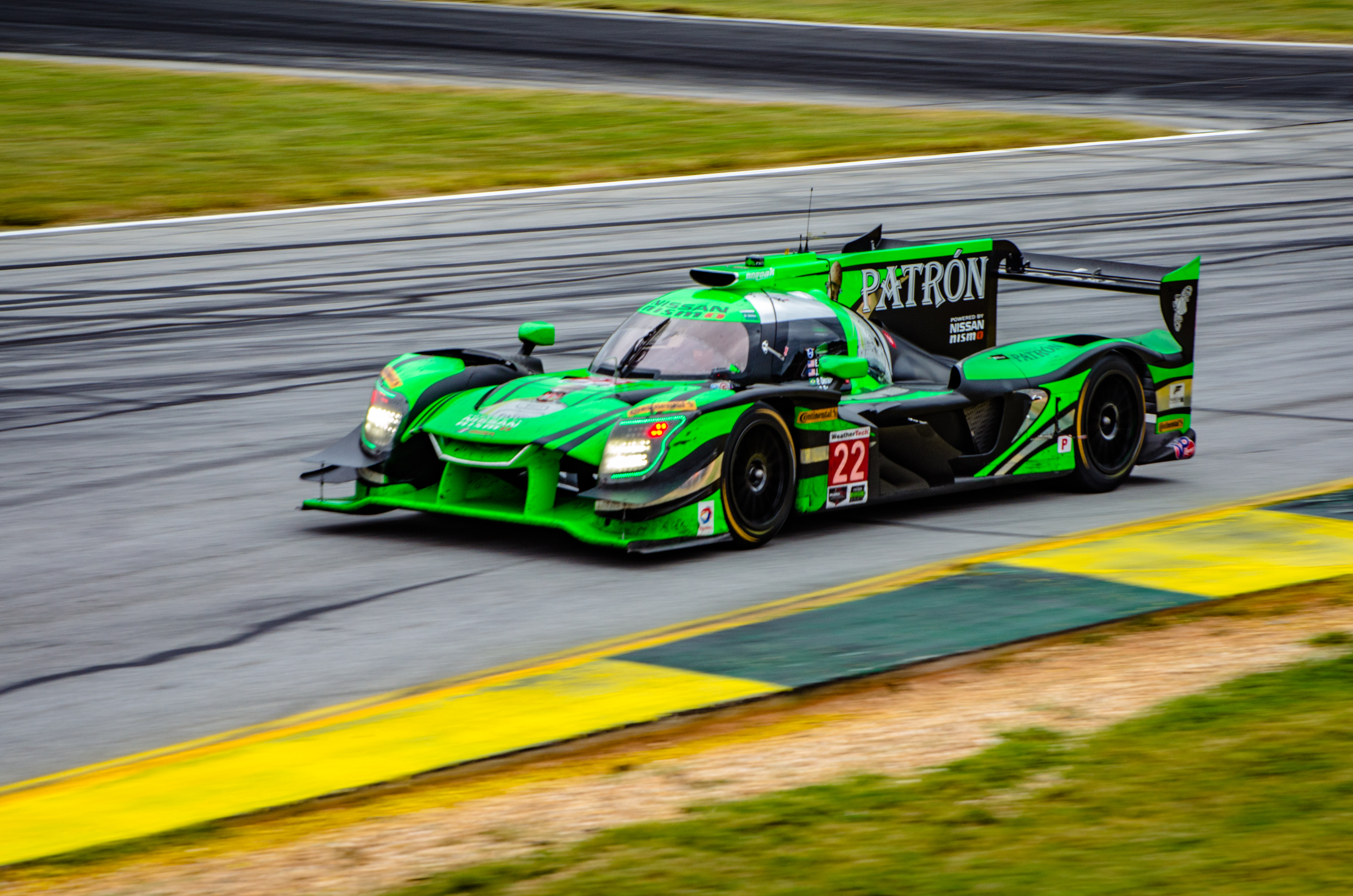
Nissan Onroak DPi durante la Petit Le Mans
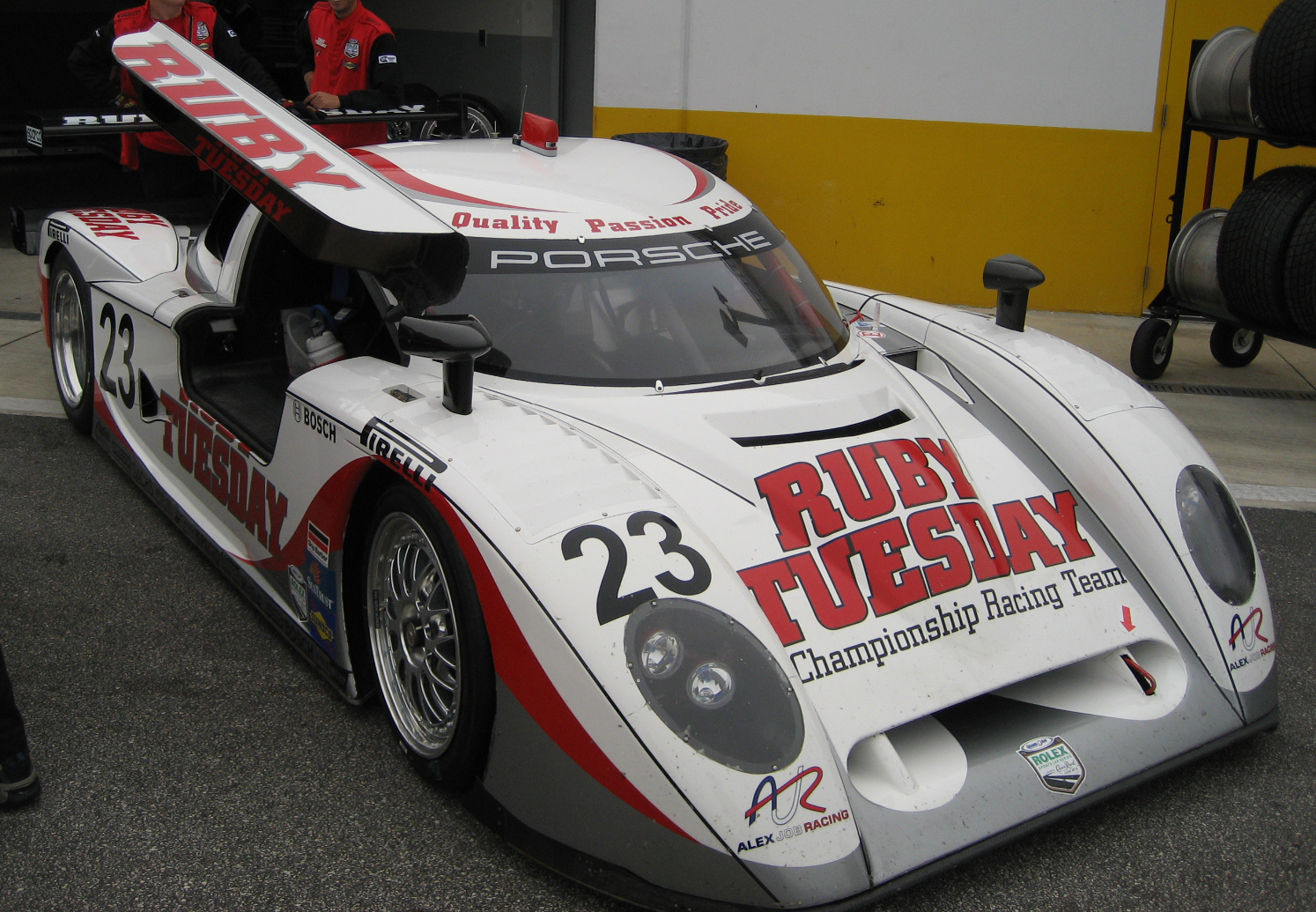
Crawford DP03 Porsche
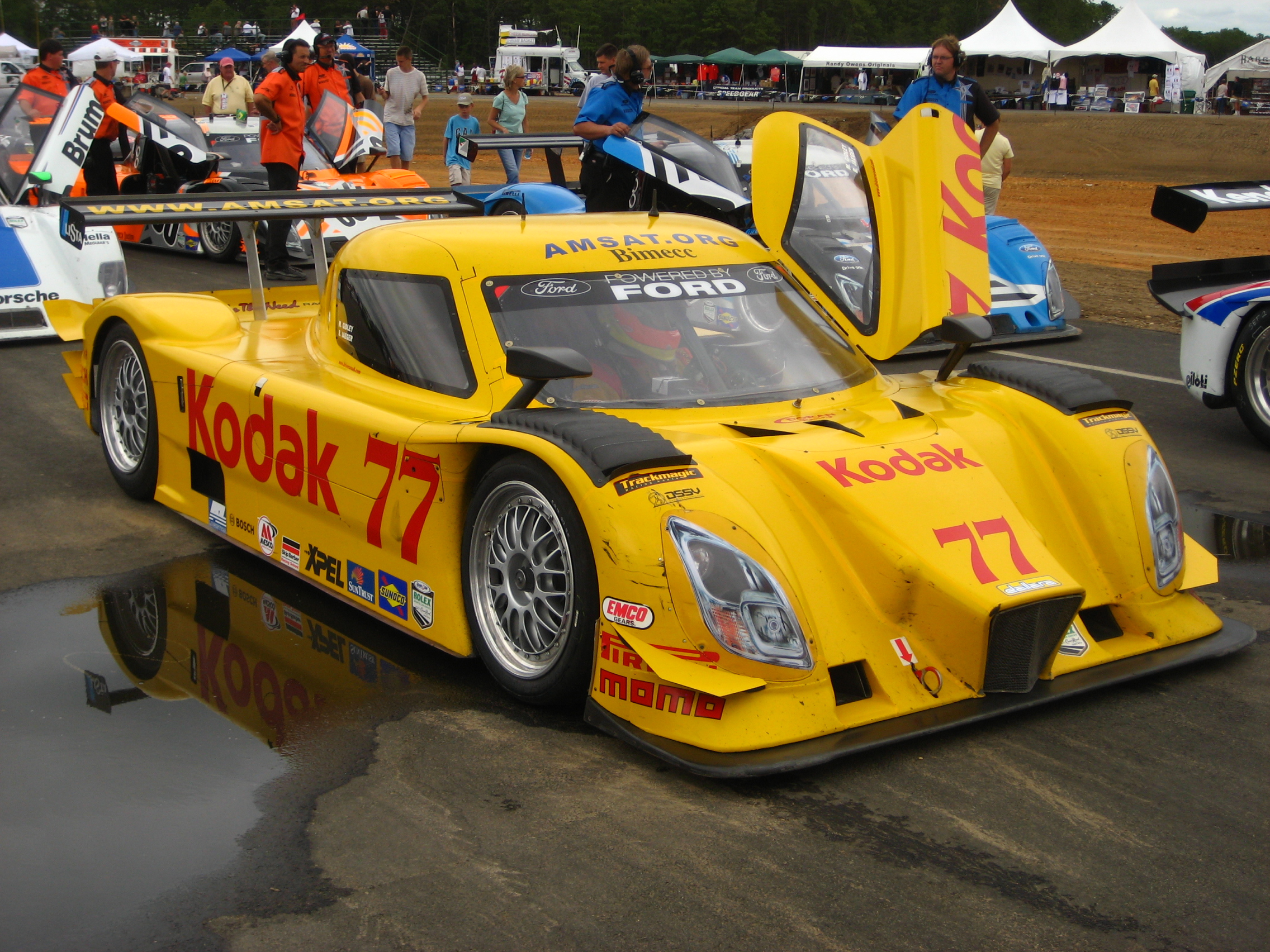
Dallara DP01 Ford
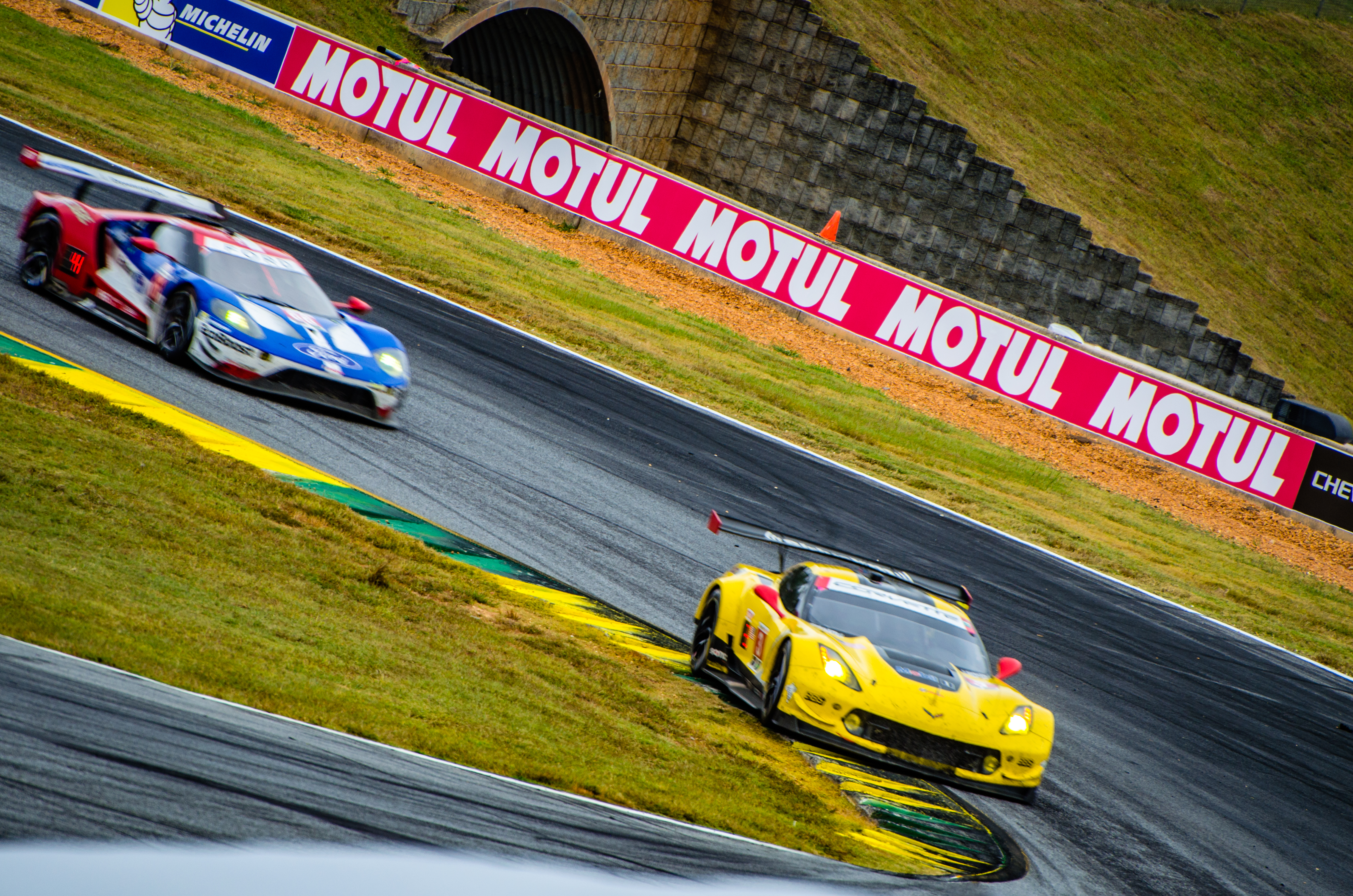
Una Chevrolet Corvette C7.R davanti a una Ford GT nella classe GTLM

## Albo d’oro

### Piloti
| Stagione | Prototype                         | Prototype Challenge             | GT Le Mans                   | GT Daytona                          |                                    |
| -------- | --------------------------------- | ------------------------------- | ---------------------------- | ----------------------------------- | ---------------------------------- |
| 2014     | João Barbosa Christian Fittipaldi | Jon Bennett Colin Braun         | Kuno Wittmer                 | Dane Cameron                        |                                    |
| 2015     | João Barbosa Christian Fittipaldi | Jon Bennett Colin Braun         | Patrick Pilet                | Townsend Bell Bill Sweedler         |                                    |
| 2016     | Dane Cameron Eric Curran          | Alex Popow Renger van der Zande | Oliver Gavin Tommy Milner    | Alessandro Balzan Christina Nielsen |                                    |
| 2017     | Jordan Taylor Ricky Taylor        | James French Patricio O'Ward    | Antonio García Jan Magnussen | Alessandro Balzan Christina Nielsen |                                    |
| 2018     | Eric Curran Felipe Nasr           | Non disputata                   | Antonio García Jan Magnussen | Bryan Sellers Madison Snow          |                                    |
| Stagione | Daytona Prototype International   | Le Mans Prototype 2             | Le Mans Prototype 3          | GT Le Mans                          | GT Daytona                         |
| 2019     | Dane Cameron Juan Pablo Montoya   | Matt McMurry                    | Non disputata                | Earl Bamber Laurens Vanthoor        | Mario Farnbacher Trent Hindman     |
| 2020     | Ricky Taylor Hélio Castroneves    | Patrick Kelly                   | Non disputata                | Antonio García Jordan Taylor        | Mario Farnbacher Matt McMurry      |
| 2021     | Luis Felipe Derani Felipe Nasr    | Ben Keating Mikkel Jensen       | Gar Robinson                 | Antonio García Jordan Taylor        | Zacharie Robichon Laurens Vanthoor |
| Stagione | Daytona Prototype International   | Le Mans Prototype 2             | Le Mans Prototype 3          | GT Daytona Pro                      | GT Daytona                         |
| 2022     | Oliver Jarvis Tom Blomqvist       | John Farano                     | Jon Bennett Colin Braun      | Matt Campbell Mathieu Jaminet       | Roman De Angelis                   |
| Stagione | Grand Touring Prototype           | Le Mans Prototype 2             | Le Mans Prototype 3          | GT Daytona Pro                      | GT Daytona                         |
| 2023     | Luis Felipe Derani Alexander Sims | Paul-Loup Chatin Ben Keating    | Gar Robinson                 | Ben Barnicoat Jack Hawksworth       | Bryan Sellers Madison Snow         |
| 2024     | Dane Cameron Felipe Nasr          |                                 |                              |                                     |                                    |

### Team
| Stagione | Prototype                       | Prototype Challenge              | GT Le Mans                 | GT Daytona             |                                            |
| -------- | ------------------------------- | -------------------------------- | -------------------------- | ---------------------- | ------------------------------------------ |
| 2014     | #5 Action Express Racing        | #54 CORE Autosport               | #93 SRT Motorsports        | #94 Turner Motorsport  |                                            |
| 2015     | #5 Action Express Racing        | #54 CORE Autosport               | #911 Porsche North America | #63 Scuderia Corsa     |                                            |
| 2016     | #31 Action Express Racing       | #8 Starworks Motorsport          | #4 Corvette Racing         | #63 Scuderia Corsa     |                                            |
| 2017     | #10 Wayne Taylor Racing         | #38 Performance Tech Motorsports | #3 Corvette Racing         | #63 Scuderia Corsa     |                                            |
| 2018     | #31 Whelen Engineering Racing   | Non disputata                    | #3 Corvette Racing         | #48 Paul Miller Racing |                                            |
| Stagione | Daytona Prototype International | Le Mans Prototype 2              | Le Mans Prototype 3        | GT Le Mans             | GT Daytona                                 |
| 2019     | #6 Acura Team Penske            | #52 PR1/Mathiasen Motorsports    | Non disputata              | #912 Porsche GT Team   | #86 Meyer Shank Racing with Curb-Agajanian |
| 2020     | #7 Acura Team Penske            | #52 PR1/Mathiasen Motorsports    | Non disputata              | #3 Corvette Racing     | #86 Meyer Shank Racing with Curb-Agajanian |
| 2021     | #31 Whelen Engineering Racing   | #52 PR1/Mathiasen Motorsports    | #74 Riley Motorsports      | #3 Corvette Racing     | #9 Pfaff Motorsports                       |
| Stagione | Daytona Prototype International | Le Mans Prototype 2              | Le Mans Prototype 3        | GT Daytona PRO         | GT Daytona                                 |
| 2022     | #60 Meyer Shank Racing          | #8 Tower Motorsports             | #54 CORE Autosport         | #9 Pfaff Motorsports   | #27 The Heart of Racing                    |
| Stagione | Grand Touring Prototype         | Le Mans Prototype 2              | Le Mans Prototype 3        | GT Daytona Pro         | GT Daytona                                 |
| 2023     | #31 Whelen Engineering Racing   | #52 PR1/Mathiasen Motorsports    | #74 Riley Motorsports      | #14 Vasser Sullivan    | #1 Paul Miller Racing                      |

### Costruttori
| Stagione | Prototype                       | GT Le Mans     | GT Daytona  |
| -------- | ------------------------------- | -------------- | ----------- |
| 2014     | Chevrolet                       | Porsche        | Porsche     |
| 2015     | Chevrolet                       | Porsche        | Ferrari     |
| 2016     | Chevrolet                       | Chevrolet      | Audi        |
| 2017     | Cadillac                        | Chevrolet      | Ferrari     |
| 2018     | Cadillac                        | Ford           | Lamborghini |
| Stagione | Daytona Prototype International | GT Le Mans     | GT Daytona  |
| 2019     | Acura                           | Porsche        | Lamborghini |
| 2020     | Acura                           | Chevrolet      | Acura       |
| 2021     | Cadillac                        | Chevrolet      | Porsche     |
| 2022     | Acura                           | Porsche        | BMW         |
| Stagione | Grand Touring Prototype         | GT Daytona Pro | GT Daytona  |
| 2023     | Cadillac                        | Lexus          | BMW         |

## Michelin Endurance Cup (MEC)

### Piloti
| Stagione | Prototype                                            | Prototype Challenge                         | GT Le Mans                              | GT Daytona                                      |                                             |
| -------- | ---------------------------------------------------- | ------------------------------------------- | --------------------------------------- | ----------------------------------------------- | ------------------------------------------- |
| 2014     | João Barbosa Christian Fittipaldi                    | Jon Bennett Colin Braun James Gue           | Michael Christensen Patrick Long        | Townsend Bell Bill Sweedler                     |                                             |
| 2015     | João Barbosa Christian Fittipaldi                    | Mike Guasch Tom Kimber-Smith Andrew Palmer  | Antonio García Jan Magnussen            | Al Carter Cameron Lawrence                      |                                             |
| 2016     | João Barbosa Christian Fittipaldi                    | Robert Alon José Gutiérrez Tom Kimber-Smith | Oliver Gavin Tommy Milner               | Alessandro Balzan Christina Nielsen             |                                             |
| 2017     | Filipe Albuquerque João Barbosa Christian Fittipaldi | James French Kyle Masson Patricio O'Ward    | Patrick Pilet Dirk Werner               | Jeroen Bleekemolen Mario Farnbacher Ben Keating |                                             |
| 2018     | Eric Curran Felipe Nasr                              | Non disputata                               | Joey Hand Dirk Müller                   | Jeroen Bleekemolen Ben Keating Luca Stolz       |                                             |
| Stagione | Daytona Prototype International                      | Le Mans Prototype 2                         | Le Mans Prototype 3                     | GT Le Mans                                      | GT Daytona                                  |
| 2019     | Pipo Derani Felipe Nasr Eric Curran                  | Cameron Cassels Kyle Masson                 | Non disputata                           | Ryan Briscoe Richard Westbrook                  | Jeroen Bleekemolen Ben Keating Felipe Fraga |
| 2020     | Ryan Briscoe Renger van der Zande                    | Simon Trummer                               | Non disputata                           | John Edwards Jesse Krohn                        | Bryan Sellers Madison Snow Corey Lewis      |
| 2021     | Alexander Rossi Filipe Albuquerque Ricky Taylor      | Ben Keating Mikkel Jensen Scott Huffaker    | Gar Robinson Scott Andrews              | Tommy Milner Nick Tandy                         | Jan Heylen Patrick Long Trent Hindman       |
| Stagione | Daytona Prototype International                      | Le Mans Prototype 2                         | Le Mans Prototype 3                     | GT Daytona Pro                                  | GT Daytona                                  |
| 2022     | Oliver Jarvis Tom Blomqvist                          | Ben Keating Mikkel Jensen Scott Huffaker    | Gar Robinson Felipe Fraga Kay van Berlo | Daniel Serra Davide Rigon                       | Brendan Iribe Jordan Pepper                 |